# Derbi de Budapest
El Derbi de Budapest es la rivalidad más importante del fútbol húngaro y una de las más fuertes del fútbol europeo entre los clubes Ferencvárosi TC y Újpest FC, sin embargo, también se incluyen otros equipos de Budapest como el Budapest Honvéd FC, Vasas SC y el MTK Budapest FC. Tradicionalmente la rivalidad entre el Ferencvárosi—MTK fue el partido más prestigioso, pero esto ha ido siendo sustituido progresivamente por Ferencvárosi—Újpest.

## Historia

### Rivalidad entre Ferencváros y Újpest
La rivalidad entre el Ferencvárosi TC y Újpest FC es uno de los partidos más importantes de la Liga húngara.
La rivalidad comenzó en la década de 1930 cuando el Újpest ganó su primer título de Liga húngara, y en un partido de semifinales de Copa cuando Ferencváros cayó por 6 a 0 en el partido de ida, y en la revancha lo daría vuelta ganando 7-0 (Hasta ahora la peor derrota histórica del Újpest) Desde entonces, los dos clubes han estado compitiendo directamente, sin embargo, en la década de los 2000s ambos clubes estuvieron cerca de la bancarrota que afectó seriamente su actuación en la liga húngara. Los dos clubes llamaron a su estadios en honor a sus figuras icónicas (Flórián Albert y Ferenc Szusza).
El día del partido, la policía tuvo que defender al público de los ultras agresivos de los dos clubes. Por lo tanto, la línea 3 del Metro de Budapest es controlada por la policía y vehículos especiales circulan antes y después del partido. Los aficionados púrpura-blancos del Újpest FC acceden por la estación de metro Újpest-Központ que es la estación de metro más cercana al estadio Ferenc Szusza. Mientras que la estación de metro Népliget es la que está al lado del Albert Flórián Stadion. El viaje por lo general termina en la agresión y vandalismo causado por la policía y exagerada por los medios de comunicación.
Los resultados de los enfrentamientos entre ambos equipos son parejos, pese a que por muchos años el Ferencváros llevó una importante ventaja de casi 30 partidos ganados por sobre el Újpest FC en cuanto a los duelos entre ambos, esa ventaja se fue extinguiendo en el tiempo hasta hacerse cada vez más estrecha.
Aunque hay discrepancia entre los historiadores en cuanto a muchos partidos no contabilizados en las estadísticas ya sea por ser de carácter amateur o pertenecientes a duelos no oficiales los resultados son los siguientes:
Partidos disputados: 233 (Se contabilizan tanto duelos de copa como de liga, copa de la liga y supercopa a nivel nacional y los enfrentamientos oficiales a nivel internacional)
- Ganados por Ferencváros: 101
- Gandos por Újpest FC: 88
- Partidos Empatados: 44

#### Títulos de Ferencváros TC y Újpest FC
Se contabilizan tanto títulos de Copa como de Liga, Copa de la Liga y Supercopa a nivel nacional y los títulos alcanzados a nivel internacional.

#### Torneos nacionales (62)
- Liga de Hungría (31):

1903, 1905, 1907, 1909, 1910, 1911, 1912, 1913, 1926, 1927, 1928, 1932, 1934, 1938, 1940, 1941, 1949, 1963, 1964, 1967, 1968, 1976, 1981, 1992, 1995, 1996, 2001, 2004, 2016, 2019, 2020
- Copa de Hungría (23):

1913, 1922, 1927, 1928, 1933, 1935, 1942, 1943, 1944, 1958, 1972, 1974, 1976, 1978, 1991, 1993, 1994, 1995, 2003, 2004, 2015 , 2016, 2017
- Supercopa Húngara (6):

1993, 1994, 1995, 2004, 2015, 2016
- Copa de la liga de Hungría (2):

2013, 2015

#### Torneos internacionales (3)
- Copa Mitropa (2): 1928, 1937.
- Copa de Ferias (1): 1965.
- Subcampeón de la Recopa de Europa (1): 1975

Újpest FC: 35
Torneo Nacionales (33)
- Liga de Hungría (20): 1930, 1931, 1933, 1935, 1939, 1945, 1946, 1947, 1960, 1969, 1970, 1971, 1972, 1973, 1974, 1975, 1978, 1979, 1990, 1998
- Copa de Hungría (10): 1969, 1970, 1975, 1982, 1983, 1987, 1992, 2002, 2014, 2018
- Supercopa de Hungría (3): 1992, 2002, 2014

Torneos internacionales (2)
- Copa Mitropa (2): 1929 y 1939
- Subcampeón de la Copa de Ferias (1): 1969

### Rivalidad entre Ferencváros y MTK
La rivalidad entre el Ferencvárosi TC y el MTK Budapest es también uno de los partidos más tensos de la Liga húngara. Teniendo en cuenta el hecho de que los dos clubes llegaron desde distritos vecinos de Budapest, la tensión es aún mayor. La fuerte rivalidad entre los dos clubes se basa en el racismo. El MTK Budapest se considera un club judío, ya que muchos judíos figuraron en el club entre los años 1930 y 1940, mientras que el Ferencvárosi TC se asocia con la extrema derecha política.
Entre 1903 y 1929 los dos clubes ganaron 24 títulos de la Liga húngara (13 MTK y 11 Ferencváros) de los 24, por lo que su partido se considera como la final del campeonato. Desde la década de 1930 los dos clubes no pudieron mantener su posición hegemónica ya que otros clubes aparecieron en la escena futbolística como el Újpest FC en 1930 (ganó cinco títulos) y Csepel en 1940 (ganando cuatro títulos). El único equipo campeón fuera de Budapest fue el Nagyváradi AC que ganó en 1944. Desde entonces, el gobierno de los dos clubes no fue tan significativo. Sin embargo, ambos clubes pudieron ganar más títulos desde entonces. En la década de los 2000s las dos entidades deportivas comparten el mismo propietario (Gábor Várszegi), que provocó gran tensión entre los dos clubes. El MTK sufrió un intenso antisemitismo durante la Segunda Guerra Mundial.
Títulos de Ferencváros TC y MTK Budapest FC (Se contabilizan tanto títulos de Copa como de Liga, Copa de la Liga y Supercopa a nivel nacional y los títulos alcanzados a nivel internacional)

#### Torneos nacionales (62)
- Liga de Hungría (31):

1903, 1905, 1907, 1909, 1910, 1911, 1912, 1913, 1926, 1927, 1928, 1932, 1934, 1938, 1940, 1941, 1949, 1963, 1964, 1967, 1968, 1976, 1981, 1992, 1995, 1996, 2001, 2004, 2016, 2019, 2020
- Copa de Hungría (23):

1913, 1922, 1927, 1928, 1933, 1935, 1942, 1943, 1944, 1958, 1972, 1974, 1976, 1978, 1991, 1993, 1994, 1995, 2003, 2004, 2015 , 2016, 2017
- Supercopa Húngara (6):

1993, 1994, 1995, 2004, 2015, 2016
- Copa de la liga de Hungría (2):

2013, 2015

#### Torneos internacionales (3)
- Copa Mitropa (2): 1928, 1937.
- Copa de Ferias (1): 1965.
- Subcampeón de la Recopa de Europa (1): 1975

MTK Budapest FC: 40
Torneos nacionales (38)
- Campeonato Nacional Húngaro I (23): 1904, 1907-08, 1913-14, 1916-17, 1917-18, 1918-19, 1919-20, 1920-21, 1921-22, 1922-23, 1923-24, 1924-25, 1928-29, 1935-36, 1936-37, 1951, 1953, 1957-58, 1986-87, 1996-97, 1998-99, 2002-03, 2007-08

- Copa de Hungría (12): 1909-10, 1910-11, 1911-12, 1913-14, 1922-23, 1924-25, 1931-32, 1951-52, 1968, 1996-97, 1997-98, 1999-00

- Supercopa de Hungría (3): 1997, 2003, 2008

Torneos internacionales (2)
- Copa Mitropa (2): 1955, 1963.

### Rivalidad del Ferencváros y Honvéd
La rivalidad entre Ferencváros y Honved se remonta a la década de 1950 cuando Ferenc Puskás y József Bozsik jugaron en el club rojo y negro del Honvéd. El Honvéd ganó su primer título de Liga húngara en 1950 y, desde entonces, los dos clubes se consideran grandes rivales. Además, la proximidad de los dos distritos es también una causa de tensión. El Bozsik Stadion del Honvéd está situado en el distrito 19 de Budapest, mientras que el Albert Stadion está en el distrito noveno.
La década de 1950 fue gobernada claramente por un Honvéd liderado por Puskás, Sándor Kocsis y Zoltán Czibor, que se hizo con cinco títulos del campeonato húngaro. El segundo renacimiento del Honvéd fue en la década de 1980, cuando el club ganó seis títulos y dos en 1990 y 1993 con jugadores como Kálmán Kovács, Lajos Détári, Béla Illés, Gábor Halmai e István Vincze. En la década de los 2000s los partidos entre los dos clubes todavía enciende una gran tensión, pero disminuyó el número de los espectadores.
Títulos de Ferencváros TC y Budapest Honvéd FC (Se contabilizan tanto títulos de Copa como de Liga, Copa de la Liga y Supercopa a nivel nacional y los títulos alcanzados a nivel internacional)

#### Torneos nacionales (62)
- Liga de Hungría (31):

1903, 1905, 1907, 1909, 1910, 1911, 1912, 1913, 1926, 1927, 1928, 1932, 1934, 1938, 1940, 1941, 1949, 1963, 1964, 1967, 1968, 1976, 1981, 1992, 1995, 1996, 2001, 2004, 2016, 2019, 2020
- Copa de Hungría (23):

1913, 1922, 1927, 1928, 1933, 1935, 1942, 1943, 1944, 1958, 1972, 1974, 1976, 1978, 1991, 1993, 1994, 1995, 2003, 2004, 2015 , 2016, 2017
- Supercopa Húngara (6):

1993, 1994, 1995, 2004, 2015, 2016
- Copa de la liga de Hungría (2):

2013, 2015

#### Torneos internacionales (3)
- Copa Mitropa (2): 1928, 1937.
- Copa de Ferias (1): 1965.
- Subcampeón de la Recopa de Europa (1): 1975

Honvéd FC: 23
Torneos Nacionales (22)
- Campeonato Nacional Húngaro I (14): **1949–50, 1950, 1952, 1954, 1955, 1979–80, 1983–84, 1984–85, 1985–86, 1987–88, 1988–89, 1990–91, 1992-93, 2016–17
- Copa de Hungría (8): 1926, 1964, 1985, 1989, 1996, 2007, 2009, 2020

Torneos internacionales (1)
- Copa Mitropa (1): 1959

### Rivalidad del MTK y Honvéd
Durante la época comunista de Hungría, el Honvéd y el MTK Budapest fueron los dos equipos más potentes del campeonato húngaro, ya que con la llegada al poder de los comunistas, el gobierno nacionalizó el deporte y los diferentes ministerios y sindicatos absorbieron los clubes, justo al estilo soviético. El Honvéd fue absorbido por el Ejército húngaro, mientras que el MTK fue a parar a la policía secreta, la ÁVH, que, de hecho, renombró al club Vörös Lobogó SE («Bandera Roja»).
Títulos de MTK Budapest FC y Budapest Honvéd FC (Se contabilizan tanto títulos de Copa como de Liga, Copa de la Liga y Supercopa a nivel nacional y los títulos alcanzados a nivel internacional)

#### Títulos de MTK y Honvéd
MTK Budapest FC: 40
Torneos nacionales (38)
- Campeonato Nacional Húngaro I (23): 1904, 1907-08, 1913-14, 1916-17, 1917-18, 1918-19, 1919-20, 1920-21, 1921-22, 1922-23, 1923-24, 1924-25, 1928-29, 1935-36, 1936-37, 1951, 1953, 1957-58, 1986-87, 1996-97, 1998-99, 2002-03, 2007-08

- Copa de Hungría (12): 1909-10, 1910-11, 1911-12, 1913-14, 1922-23, 1924-25, 1931-32, 1951-52, 1968, 1996-97, 1997-98, 1999-00

- Supercopa de Hungría (3): 1997, 2003, 2008

Torneos internacionales (2)
- Copa Mitropa (2): 1955, 1963.

Honvéd FC: 23
Torneos Nacionales (22)
- Campeonato Nacional Húngaro I (14): **1949–50, 1950, 1952, 1954, 1955, 1979–80, 1983–84, 1984–85, 1985–86, 1987–88, 1988–89, 1990–91, 1992-93, 2016–17
- Copa de Hungría (8): 1926, 1964, 1985, 1989, 1996, 2007, 2009, 2020

Torneos internacionales (1)
- Copa Mitropa (1): 1959